# مستشفى جامعة عين شمس التخصصي بالعبور
مستشفى جامعة عين شمس التخصصي بالعبور أو مستشفى العبور الجامعي هو مستشفى تعليمي حكومي مصري، وأحد مستشفيات جامعة عين شمس، يتبع كلية الطب (جامعة عين شمس)، يقع بالحي الثاني بمدينة العبور بمحافظة القليوبية على مساحة حوالي 5.3 فدان، اُفتتح رسميًا في 20 يونيو 2013، بلغت طاقته الاستيعابية سنة 2019 حوالي 173 سرير.

## الأقسام والتخصصات
يضم مستشفى جامعة عين شمس التخصصي بالعبور العديد من الأقسام والتخصصات هي وحدة الغسيل الكلوي، حضانات الأطفال، وحدة العمليات، وحدة رعاية وقسطرة القلب، بنك الدم، وحدة الطب الطبيعي والتأهيل، وحدة السكتة الدماغية، وحدة مناظير الجهاز الهضمي، وحدة الرعاية المركزة، وحدات  الأمراض المعدية والمتوطنة، بالإضافة إلى 33 عيادة خارجية في مختلف التخصصات الطبية.

## وصلات خارجية
- الصفحة الرسمية للمستشفى على موقع فيس بوك.